# 切山椒

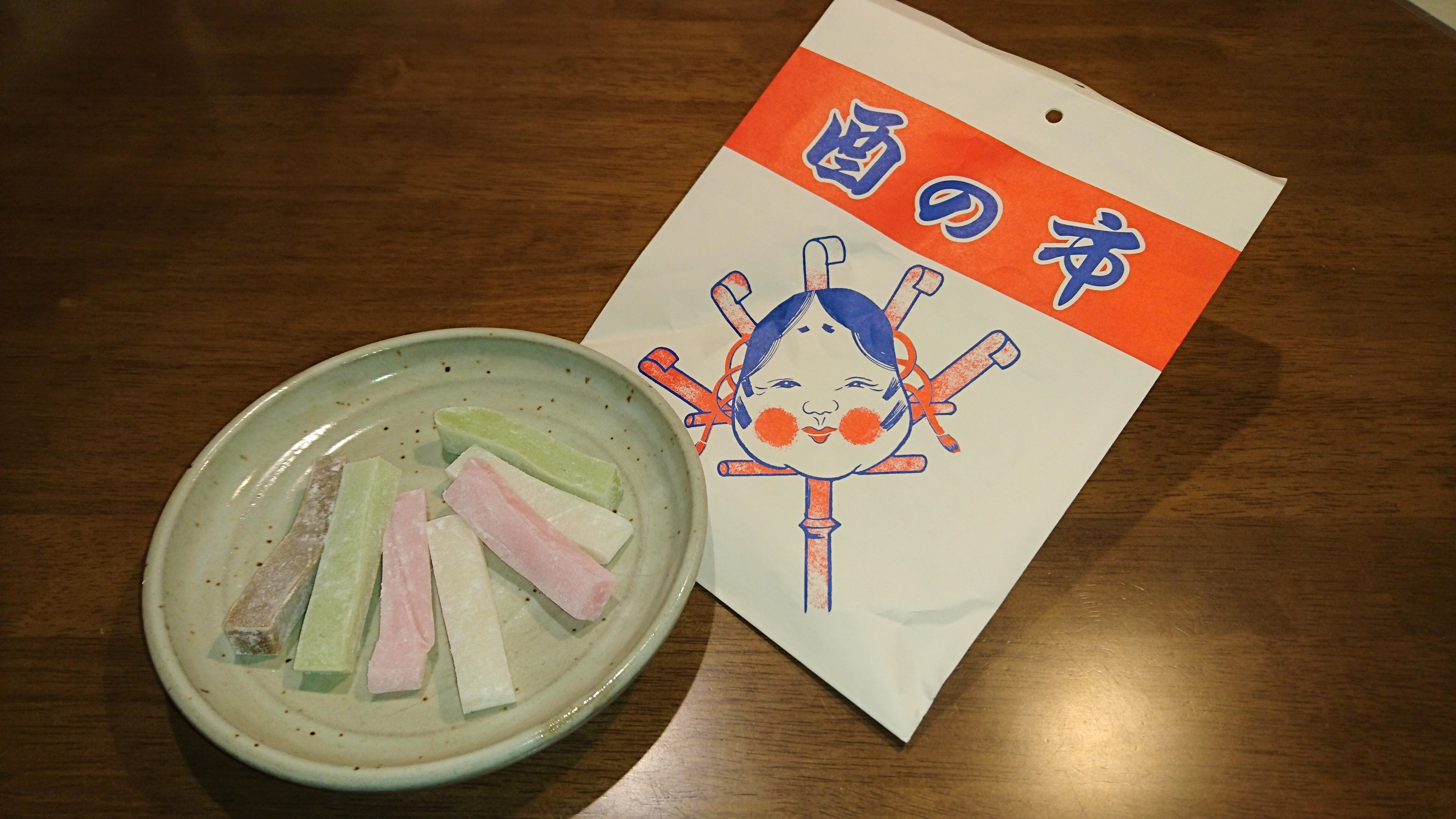
切山椒

切山椒（きりざんしょう）は、和菓子の一種で、正月に食される餅菓子である。糝粉に砂糖と山椒を炒った粉をまぜて（または、その粉をぬるま湯にしみ出させたものをまぜて）練った生地を蒸し、臼で搗いたのち、算木形ないし拍子木形（細長い直方体）に切りそろえて作る。色は紅白に染めたものが多いが、碾茶や黒糖などを使い五色にしたものもある。臼で搗いたのちさらに蒸して搗き直したものは練山椒（ねりざんしょう）といい、極上品のぎゅうひ菓子として扱われる。 
江戸時代からある菓子で、茶人の小堀遠州が好んだと伝えられる。古くは山椒餅とも呼ばれた。算木形になったのは江戸後期からと言われている。また、酉の市で売られる縁起物でもある。
俳諧では新年の季語としても扱われる。
わかくさのいろも添へたり切山椒　久保田万太郎